# اتلو (نمایش اورسن ولز)
اتلو نمایشی است که اورسن ولز به سال ۱۹۵۱ از روی نمایشنامه‌ای به همین نام از ویلیام شکسپیر کارگردانی کرد و به نمایش درآورد و در آن بازی هم کرد. این نخستین بار بود که ولز در نمایشی در لندن روی صحنه می‌رفت.

اورسن ولز در نقش اُتِلو (اُتِلو، ۱۹۵۲)